# 2012年ロンドンオリンピックのスイス選手団
2012年ロンドンオリンピックのスイス選手団（2012ねんロンドンオリンピックのスイスせんしゅだん）は、2012年7月27日から8月12日にかけてイギリスの首都ロンドンで開催された2012年ロンドンオリンピックのスイス選手団、およびその競技結果。

## 概要
今大会は金メダル2個、銀メダル2個、合計4個のメダルを獲得した。

## メダル
| メダル | 選手名                 | 競技           | 種目                 |
| ------ | ---------------------- | -------------- | -------------------- |
| 金     | スティーブ・ゲルダット | 馬術           | 障害飛越個人         |
| 金     | ニコラ・スピリク       | トライアスロン | 女子                 |
| 銀     | ロジャー・フェデラー   | テニス         | 男子シングルス       |
| 銀     | ニノ・シューター       | 自転車         | 男子クロスカントリー |